# Пильная (гора, Первоуральск)
Пи́льная — гора на северо-востоке города Первоуральска Свердловской области России (477,3 м), главная вершина Пильницких гор.

## Географическое положение
Гора Пильная расположена на северо-востоке города Первоуральска, на левом берегу реки Ельничной (левый приток реки Большой Шайтанки, бассейнаю реки Чусовой). Гора высотой — 477,3 метра, у основания которой расположен Пильненский пруд.

## Описание
Гора, за исключением вершины, полностью покрыта лесом, со всех сторон имеет пологие склоны, которые становятся круче по мере подъёма на гору. Вершина скалистая, много торчащих выступающих камней.
На горе Пильной располагается лыжная база общероссийского значения, популярный горнолыжный курорт с одноимённым названием.
Помимо неё, на горе находится телевизионная принимающая вышка-ретранслятор, обеспечивающая жителей городов Первоуральска, Ревды, посёлка Билимбая и окрестных населённых пунктов спутниковыми телеканалами.

## О горнолыжном комплексе
Пильная — главная вершина хребта Пильных гор. Площадь курорта составляет 300 000 кв.м. с полным набором всей инфраструктуры:
- 5 горнолыжных трасс, общей протяженностью 2800 метров с перепадами высот 98,7 метров с различными уровнями сложности;
- Трассы подготовлены с помощью снегоуплотнительной машины (раттрак) «Kassbohrer — PB 260D»; Склоны оборудованы двумя (по одному на склон) современными подъёмниками (Skado-Doppelmayer);
- На подъёмник установлена система электронного доступа (это бесконтактные пластиковые карты, брелоки);
- Система искусственного снегообразования на склонах.
- Все трассы освещены для вечернего катания.
- В распоряжении более опытных лыжников — лесные трассы (для фрирайда);
- Трасса для сноутюбинга;
- Сноупарк;
- Прокат горнолыжного и сноубордического снаряжения от лучших производителей горнолыжного оборудования.
- Двухуровневая охраняемая автостоянка общей площадью 4000 кв.м.;
- Кафе быстрого питания (100 посадочных мест);
- Кафе восточной кухни (40 посадочных мест);